# Liste der Bodendenkmäler in Kirchzell
Auf dieser Seite sind die Bodendenkmäler in dem unterfränkischen Markt Kirchzell zusammengestellt. Diese Tabelle ist eine Teilliste der Liste der Bodendenkmäler in Bayern. Grundlage ist die Bayerische Denkmalliste, die auf Basis des Bayerischen Denkmalschutzgesetzes vom 1. Oktober 1973 erstmals erstellt wurde und seither durch das Bayerische Landesamt für Denkmalpflege geführt wird. Die folgenden Angaben ersetzen nicht die rechtsverbindliche Auskunft der Denkmalschutzbehörde.

## Bodendenkmäler in Kirchzell
| Lage                  | Objekt | Akten-Nr.     | Bild |
| --------------------- | --- | ------------- | ---- |
| (Standort)            | Wachtposten 10,26 der römischen Kaiserzeit.                                                                                                  | D-6-6320-0002 |      |
| (Standort)            | Wachtposten 10,27 der römischen Kaiserzeit.                                                                                                  | D-6-6320-0003 |      |
| (Standort)            | Wachtposten 10,28 der römischen Kaiserzeit.                                                                                                  | D-6-6320-0004 |      |
| (Standort)            | Wachtposten 10,29 der römischen Kaiserzeit.                                                                                                  | D-6-6320-0005 |      |
| (Standort)            | Spätmittelalterliche und frühneuzeitliche Landwehr.                                                                                          | D-6-6320-0006 |      |
| Watterbach (Standort) | Archäologische Befunde im Bereich der frühneuzeitlichen Kath. Kuratiekirche St. Sebastian von Watterbach mit mittelalterlichem Vorgängerbau. | D-6-6320-0013 |      |
| Kirchzell (Standort)  | Archäologische Befunde im Bereich des mittelalterlichen Vorgängerbaues der spätneuzeitlichen Kath. Pfarrkirche Herz Jesu von Kirchzell.      | D-6-6321-0073 |      |
| (Standort)            | Archäologische Befunde im Bereich der Kath. Kapelle St. Wendelin und St. Nikolaus                                                            | D-6-6420-0003 |      |
| (Standort)            | Hoch- und spätmittelalterliche sowie frühneuzeitliche Burgruine „Wildenberg“.                                                                | D-6-6421-0001 |      |
| (Standort)            | Archäologische Befunde im Bereich der frühneuzeitlichen Kath. Filialkirche St. Antonius                                                      | D-6-6421-0003 |      |